# David Dickson (Politiker)
David Dickson (*  in Georgia; † 31. Juli 1836 in Hot Springs, Arkansas) war ein US-amerikanischer Politiker. Zwischen 1835 und 1836 vertrat er den ersten Wahlbezirk des Bundesstaates Mississippi im US-Repräsentantenhaus.

## Werdegang
Sowohl das Geburtsdatum als auch der genaue Geburtsort von David Dickson sind unbekannt. Sicher ist, dass er nach seinem Umzug in den Staat Mississippi Medizin studierte und dann im Pike County als Arzt praktizierte.
In Mississippi wurde Dickson auch politisch aktiv. Im Jahr 1817 war er Delegierter auf der verfassungsgebenden Versammlung des Staates. In der Miliz von Mississippi stieg er bis 1818 zum Brigadegeneral auf. Zwischen 1820 und 1821 war er Mitglied des Staatssenats; im Jahr 1821 amtierte er ferner als Vizegouverneur von Mississippi. 1822 wurde er Posthalter in Jackson und 1823 kandidierte er erfolglos gegen Walter Leake für das Amt des Gouverneurs von Mississippi. 1832 war Dickson Delegierter auf einer Versammlung zur Überarbeitung der Staatsverfassung. Ein Jahr später wurde er als Secretary of the State Senate administrativer Leiter dieses Gremiums. Danach war Dickson im Jahr 1835 als Secretary of State geschäftsführender Beamter des Staates Mississippi.
Dickson war als Gegner von Präsident Andrew Jackson Mitglied der National Republican Party, die später in der Whig Party aufging. 1834 wurde er als Kandidat seiner Partei in das US-Repräsentantenhaus gewählt, wo er am 4. März 1835 Franklin E. Plummer von Jacksons Demokratischer Partei ablöste. Er konnte seine zweijährige Amtszeit aber nicht beenden, da er bereits im Juli 1836 verstarb. Sein Sitz im Kongress fiel nach einer Nachwahl an Samuel Jameson Gholson.